# Août 2015
Août 2015 est le 8e mois de l'année 2015.

## Évènements
- 6 août : 
  - ouverture du second canal de Suez en Égypte.
  - victoire de l'État islamique lors de la bataille d'Al-Qaryatayn.
  - Andrzej Duda est investi président de la République de Pologne et succède au sortant Bronisław Komorowski.
- 7 et 8 août : à Sévaré au Mali, une prise d’otages dans un hôtel fait 13 morts[1].
- 9 août : élections législatives en Haïti (premier tour).
- 10 août : annonce de la création d'Alphabet (société) : nouvelle société mère de Google.
- 12 août : les explosions dans le port de Tianjin font plus de cent morts et plus d'un millier de blessés.
- 13 août : la comète 67P/Tchourioumov-Guérassimenko passe au périhélie.
- 15 août : 
  - à l'occasion du 70e anniversaire de la reddition du Japon, la Corée du Nord recule son heure officielle d'une demi-heure pour réadopter l'heure UTC+08:30 qu'elle utilisait avant la colonisation japonaise.
  - 104 diocèses, dont 76 français, font sonner leurs cloches en hommage aux chrétiens d'Orient persécutés.
- 16 août : disparition du vol 257 Trigana Air Service en Indonésie avec 54 personnes à son bord.
- 17 août :
  - élections législatives au Sri Lanka ;
  - attentat dans un quartier touristique en plein centre de Bangkok (Thaïlande), faisant au moins 27 morts et 80 blessés[2].
- 20 août : démission du Premier ministre grec Aléxis Tsípras qui convoque de nouvelles élections législatives anticipées le 20 septembre.
- 21 août :
  - destruction par l'État islamique du monastère de Mar Elian, à Al-Qaryatayn en Syrie ;
  - attentat évité dans le train Thalys reliant Amsterdam à Paris, deux personnes sont blessées alors qu’elles neutralisent l’assaillant.
- 22 août : un Hawker Hunter s'écrase à Shoreham-by-Sea (Angleterre) tuant 11 personnes.
- 24 août : pour la première fois, 1 milliard d'utilisateurs ont utilisé Facebook dans la même journée.
- 27 août : Vassilikí Thánou-Christophílou, présidente de la Cour de cassation grecque devient la première femme chef de gouvernement par intérim jusqu'aux prochaines élections législatives, succédant à Aléxis Tsípras.
- 28 août : pour la première fois depuis 1980, une crise parlementaire contraint la Turquie à se doter d’un gouvernement provisoire.
- 30 août : l’État islamique détruit le temple de Baal à Palmyre en Syrie.
- 31 août : tempête orageuse dans le sud d'ouest de la France.